# ستاری کولین
ستاری کولین (به لاتین: Starý Kolín) یک منطقهٔ مسکونی در جمهوری چک است که در ناحیه کولین واقع شده‌است. ستاری کولین ۸٫۷۸ کیلومتر مربع مساحت و ۱٬۵۹۲ نفر جمعیت دارد و ۱۹۸ متر بالاتر از سطح دریا واقع شده‌است.